# Ористы
Ористы — река в России, протекает по Республике Алтай. Устье реки находится по правому берегу реки Юстыт. Длина реки составляет 11 км.
Берёт начало на южных склонах горы Богуты, протекает через горное озеро и множественными протоками впадает в Богуты справа.

## Данные водного реестра
По данным государственного водного реестра России относится к Верхнеобскому бассейновому округу, водохозяйственный участок реки — Катунь, речной подбассейн реки — Бия и Катунь. Речной бассейн реки — (Верхняя) Обь до впадения Иртыша.